# ヘルマン・ヴィスリツェヌス

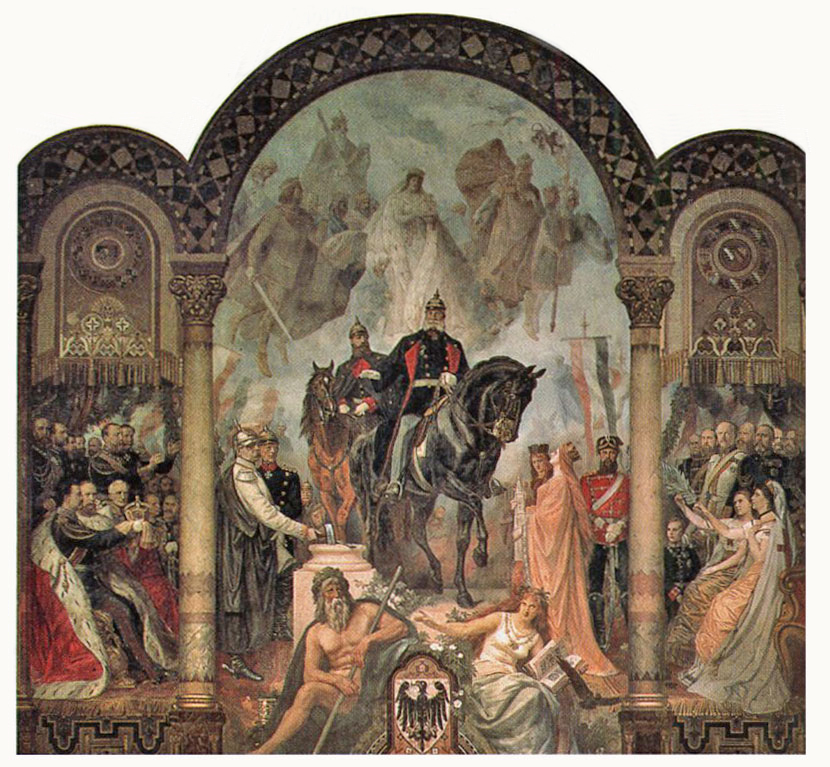
ヴィスリツェヌスが制作したゴスラーの王宮の装飾画「神聖なる皇帝位」(c.1880)

ヘルマン・ヴィスリツェヌス（Hermann Wislicenus、1825年9月20日 - 1899年4月25日）は、ドイツの画家である。宮廷の装飾画や寓意画を描いた。

## 略歴
ドイツ中部のアイゼナハで生まれた。1844年にドレスデンの美術アカデミーに入学しエドゥアルト・ベンデマンやユリウス・シュノル・フォン・カロルスフェルトに学んだ。ヴァイマルの大公に認められて、奨学金を得て1853年にイタリアに修行に出て、ローマでナザレ派の画家ペーター・フォン・コルネリウス（1783-1867）のもとで働き、ナザレ派の芸術家と交流した。ドイツに帰国するとヴァイマルにスタジオを開いた。1868年までヴァイマルで働き批評家や顧客から画家として評価された。
1868年の春、デュッセルドルフ美術アカデミーの歴史画の教授候補となり、アカデミーの学生や教授たちのなかでは、かつての有力な教授カール・フェルディナンド・ゾーンの甥のヴィルヘルム・ゾーン（1829-1899）を推す動きがあったがプロイセンの文化省によってヴィスリツェヌスが教授に選んだことは議論を呼んだ。
1877年にゴスラーの王宮の皇帝の間の装飾画のコンペティションで1等を受賞し、神聖ローマ帝国の歴史を題材に1890年まで弟子のフランツ・ヴァイナッハ（Franz Weinack : 1845-1915）と装飾画の制作を続けた。

## 作品

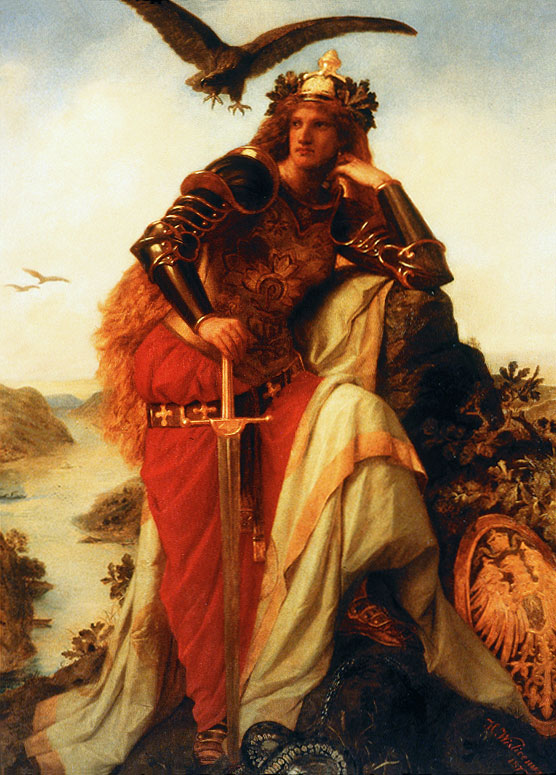
ゲルマニア (1873)
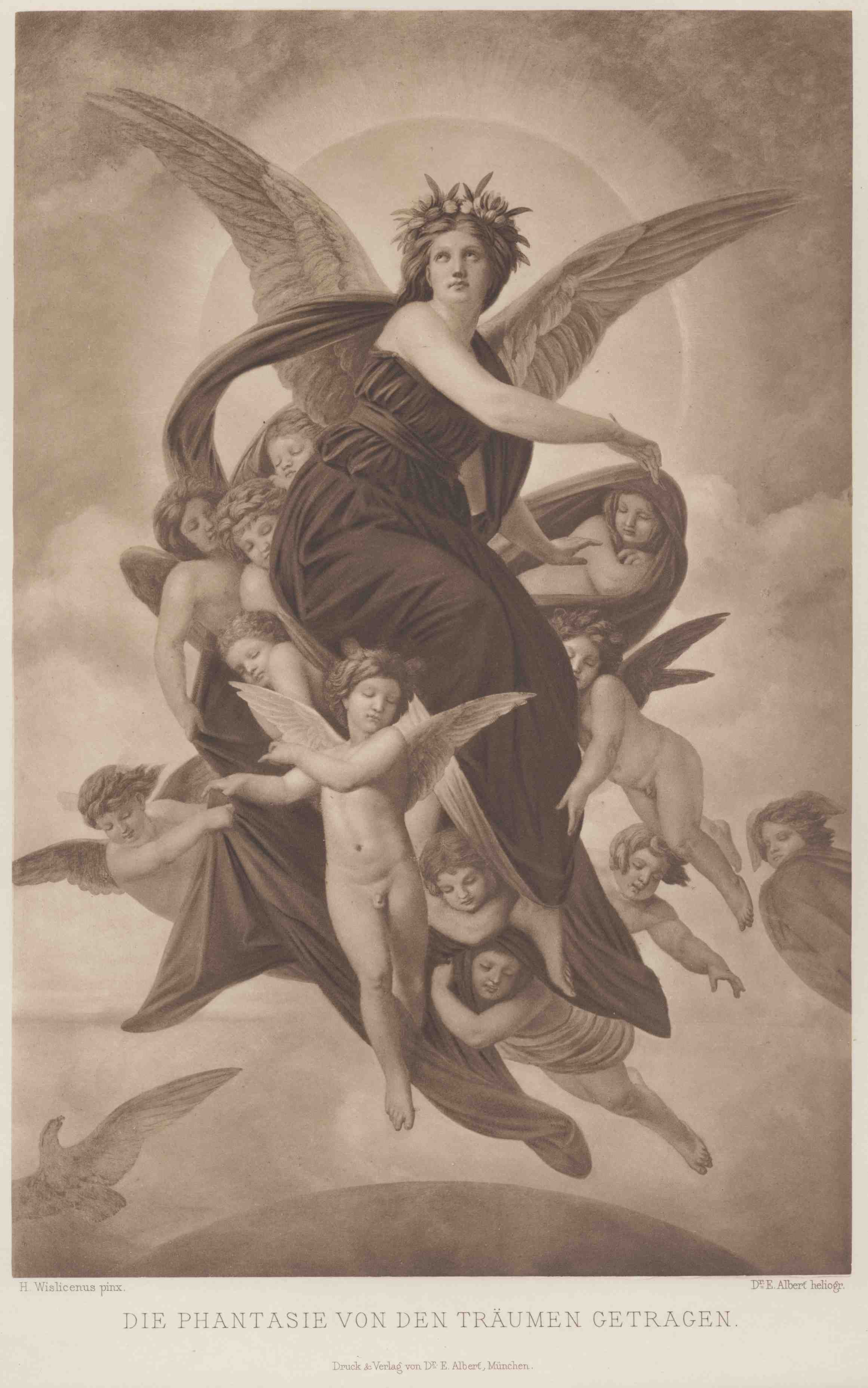
"Die Phantasie von den Träumen getragen" (1863) Schackgalerie
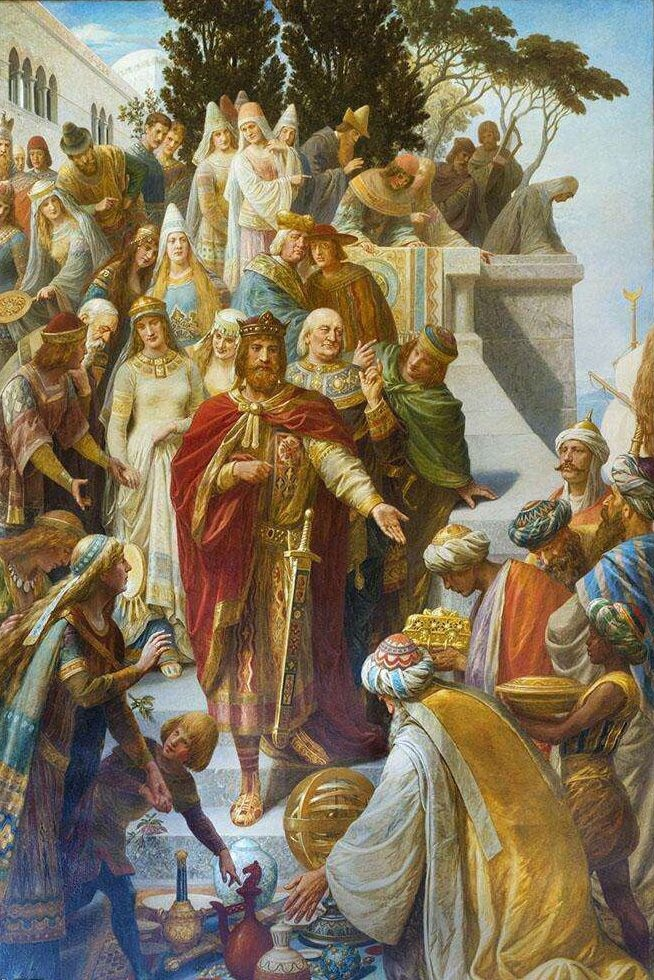
フリードリヒ2世 (神聖ローマ皇帝) (1880) ゴスラーの王宮